# Duplicaria morbida
Duplicaria morbida é uma espécie de gastrópode do gênero Duplicaria, pertencente à família Terebridae.